# حارة نسيم (صنعاء)
حارة نسيم هي إحدى حارات حي السواد الشمالي بمديرية السبعين إحد مديريات العاصمة اليمنية صنعاء، بلغ تعداد سكانها 1260 نسمة حسب تعداد اليمن لعام 2004.